# Mirbelieae
Mirbelieae là một tông thực vật trong họ Đậu đặc hữu của Úc.
Theo USDA, tông này gồm các chi sau:
- Almaleea Crisp & P. H. Weston
- Aotus Sm.
- Callistachys Vent.
- Chorizema Labill.
- Daviesia Sm.
- Dillwynia Sm.
- Erichsenia Hemsl.
- Euchilopsis F. Muell.
- Eutaxia R. Br.
- Gastrolobium R. Br.
- Gompholobium Sm.
- Isotropis Benth.
- Jacksonia R. Br. ex Sm.
- Latrobea Sm.
- Leptosema Benth.
- Mirbelia Sm.
- Oxylobium Andrews
- Phyllota (DC.) Benth.
- Podolobium R. Br.[2]
- Pultenaea Sm.
- Sphaerolobium Sm.
- Stonesiella Crisp & P. H. Weston
- Urodon Turcz.
- Viminaria Sm.

## Hình ảnh

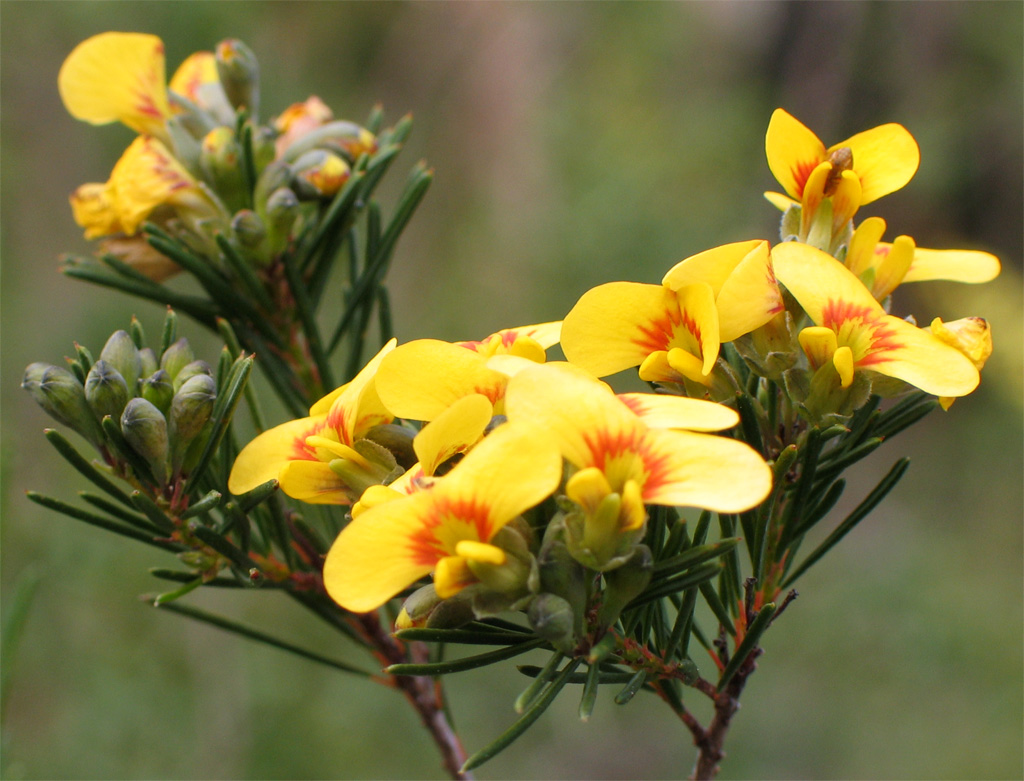
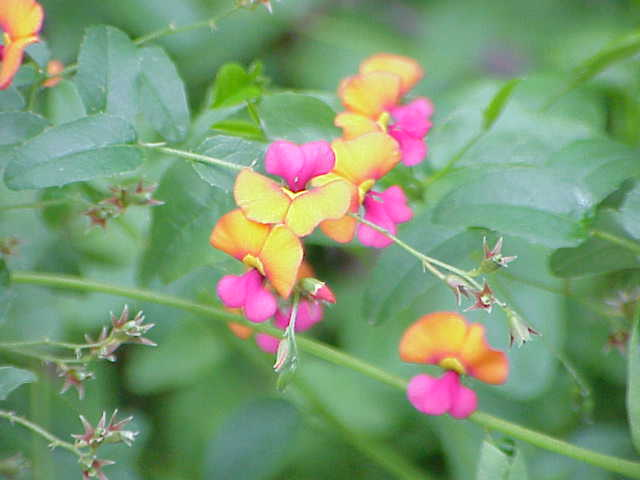
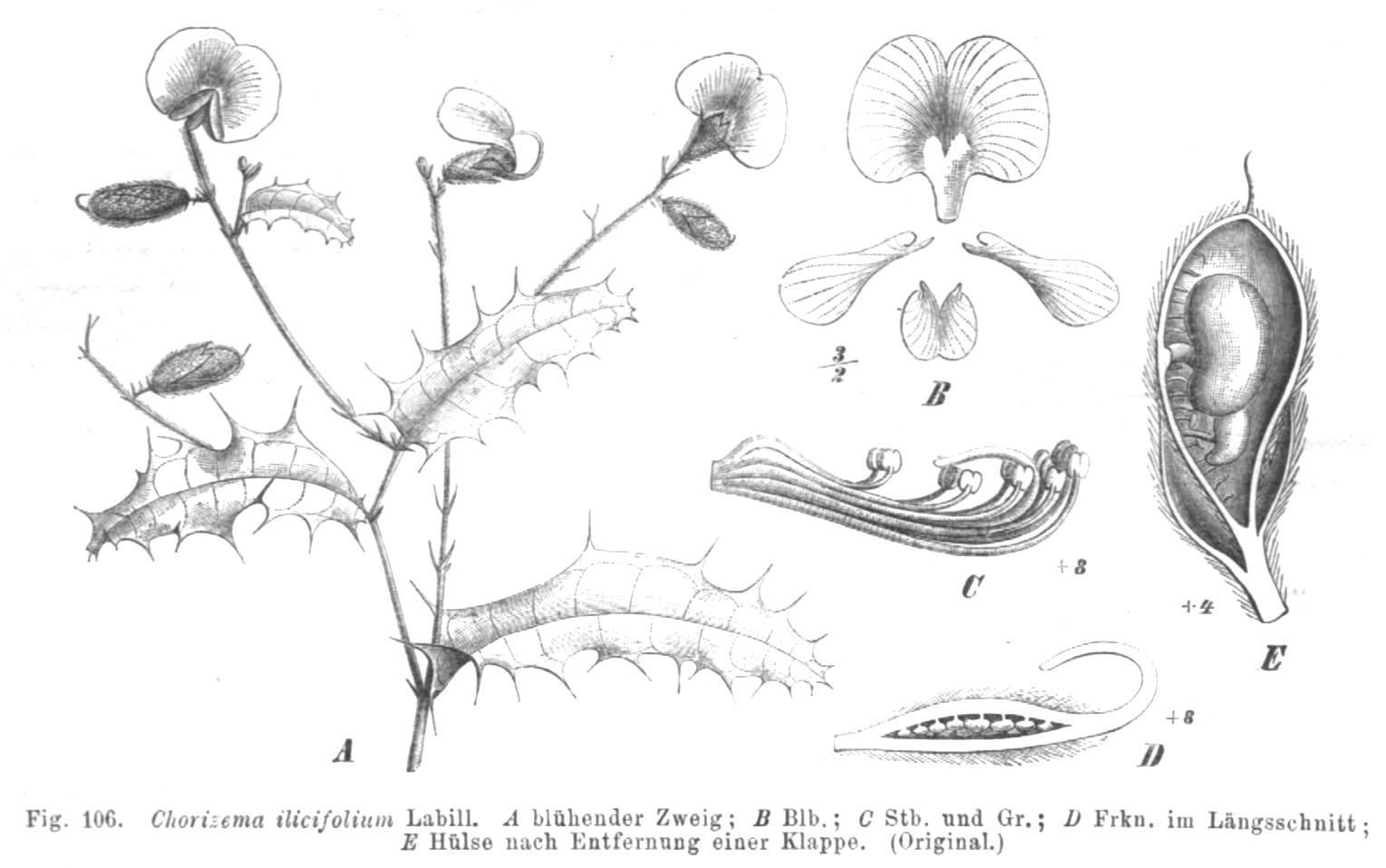